# L'Homme de fer (téléfilm)
Pour plus de détails, voir Fiche technique et Distribution.
L'Homme de fer (Götz von Berlichingen) est un téléfilm allemand sorti en 2014.

## Synopsis
Godefroy de Berlichingen est un chevalier-brigand qui s'empare d'une importante cargaison d'or destiné à financer le complot d'Adelheid de Walldorf contre l'empereur Charles Quint.

## Fiche Technique
- Titre original allemand : Götz von Berlichingen
- Genre : Historique, Aventure
- Réalisation : Carlo Rola (de)
- Scénario : Christian Schnalke
- Classification : Interdit aux moins de 12 ans (en raison de certain scènes de violence)

## Distribution
- Henning Baum (Götz von Berlichingen)
- Dennenesch Zoudé (en) (Saleema)
- Andreas Guenther (de) (Lerse)
- Natalia Wörner (Adelheid von Walldorf)
- Johann von Bülow (Adelbert von Weislingen)
- Bernhard Bettermann (August von Walldorf)